# Frank le Sage de Fontenay
Frank le Sage de Fontenay, född 24 september 1880, död 28 september 1959, var en dansk historiker och diplomat.
Fontenay tog en kandidatexamen 1906 och blev därefter underarkivarie i danska utrikesdepartementet 1909, arkivarie där 1914 och 1924 minister i Reykjavik. Fontenay var flitigt verksam som historisk författare.